# Малая Добронь
Ма́лая До́бронь (укр. Мала Добронь) — село в Великодобронской сельской общине Ужгородского района Закарпатской области Украины.
Население по переписи 2001 года составляло 1872 человека. Занимает площадь 1,625 км².